# Jessica Jones
Jessica Campbell Jones Cage, o solo Jessica Jones, è un personaggio dei fumetti creato da Brian Michael Bendis (testi) e Michael Gaydos (disegni), pubblicato dalla Marvel Comics. La sua prima apparizione avviene in Alias (vol. 1) n. 1 (novembre 2001).
Reduce da una breve carriera da supereroina nel corso della quale è stata conosciuta prima come Jewel, poi come Knightress e infine come Power Woman, a causa di un disturbo post-traumatico da stress provocatole dall'Uomo Porpora, Jessica Jones si è ritirata e ha intrapreso l'attività di investigatrice privata aprendo la Alias Investigations.

## Storia editoriale

Jessica Jones, dipinti di David Mack

Debuttata sotto l'etichetta Marvel MAX nella miniserie Alias, scritta da Brian Michael Bendis e illustrata da Michael Gaydos, con le copertine dipinte da David Mack, Jessica Jones è successivamente stata protagonista di The Pulse, serie di quattordici numeri pubblicata tra aprile 2004 e maggio 2006. Stando a un'intervista rilasciata nel 2005 da Bendis tuttavia: «In origine, Alias doveva avere per protagonista Jessica Drew, ma è diventata qualcosa di completamente diverso. Il che è un bene, perché se avessimo usato Jessica, sarebbe stata fuori continuity e con una cattiva narrazione». Sebbene Drew fosse nella concezione originale di Bendis per il progetto, nel momento in cui lo sceneggiatore si mise a lavorare attivamente allo sviluppo di Alias, Jones era già stata concepita come protagonista e dotata di un background a sé stante sebbene, per certi versi, vari tratti del personaggio abbiano preso fortemente ispirazione sia da Jessica Drew che da Carol Danvers.
Come svelato tramite retcon, prima del suo debutto ufficiale, Jessica era apparsa in Amazing Spider-Man (vol. 1) n. 4 (settembre 1963): è una dei compagni di classe di Peter Parker che assistono al primo scontro tra l'Uomo Ragno e l'Uomo Sabbia.
Dopo aver fatto da guest star in numerose serie Marvel Comics, tra l'agosto 2010 e il gennaio 2013 Jessica Jones è stata uno dei personaggi principali di New Avengers.

## Biografia del personaggio

### Origini
Nata nel quartiere di Forest Hills nel Queens, New York, dall'impiegato delle Stark Industries Dave Campbell e dalla sua innominata moglie, Jessica Campbell cresce idolatrando i supereroi come delle star, tanto che nel corso dell'adolescenza spesso si tocca guardando le foto della Torcia Umana. Iscritta alla Midtown High School nella stessa classe di Peter Parker, Jessica si prende una cotta per lui ma non riesce a trovare il coraggio di confessargli i suoi sentimenti o di rivolgergli la parola finché, durante una gita scolastica per assistere a un esperimento sulla radioattività, tenta di approcciarlo senza successo in quanto il ragazzo, appena morso dal ragno, fugge dall'edificio in preda al panico.
Il giorno successivo, la famiglia Campbell si reca a Disney World per un viaggio premio dato a suo padre da Tony Stark, durante il tragitto tuttavia Jessica inizia a litigare col fratellino Phillip e Dave, per dire alla figlia di moderare il linguaggio, ha un frontale con un camion dell'esercito trasportante materiale radioattivo. Mentre genitori e fratello muoiono nell'incidente, Jessica entra in coma risvegliandosi dopo sei mesi grazie alle radiazioni cosmiche diffuse dall'arrivo sulla Terra di Galactus.
Affidata in seguito a un orfanotrofio poiché non ancora maggiorenne, Jessica viene adottata dalla famiglia Jones, che la cresce tanto amorevolmente da far sì che lei li consideri come una seconda famiglia biologica. Tornata a scuola tuttavia viene presa in giro dai compagni, in particolare Flash Thompson, e, quando Peter la avvicina dicendo di capirla poiché a sua volta orfano, essa si infuria scambiando la sua sincera offerta di amicizia per pietà.
In seguito scopre che l'incidente l'ha dotata di forza e resistenza sovrumana nonché della capacità di volare motivo per il quale, ispirata dall'aver assistito al primo scontro tra l'Uomo Ragno e l'Uomo Sabbia, decide di diventare una supereroina.

### Supereroina
Dopo aver svolto per qualche anno la carriera di supereroina col nome di "Jewel", una sera la ragazza si imbatte nell'Uomo Porpora che la sottomette al suo volere con i suoi poteri mentali tenendola poi prigioniera in un motel per otto mesi assieme a lui e a varie studentesse ridotte a serve del sesso. Durante tale periodo, pur non abusando sessualmente di lei, l'uomo la umilia in tutti i modi possibili facendole implorare d'essere usata come le altre ragazze e convincendola che la sua vita sia un fumetto, motivo per il quale ogni volta che fa uno spogliarello non lo fa per lui ma per i "suoi lettori". Tali abusi proseguono fino a far sviluppare alla ragazza una sorta di Sindrome di Stoccolma, non riuscendo più a distinguere la sua volontà da quella del rapitore.
Una volta stancatosi, l'Uomo Porpora la manda via e Jessica, in stato confusionale, attacca Scarlet e i Vendicatori che, non conoscendola, la scambiano per una supercriminale e la affrontano provocandole seri danni e facendola brevemente cadere in coma una seconda volta. Risvegliatasi e fornita di una protezione psichica da Jean Grey nel caso Killgrave tentasse nuovamente di impadronirsi di lei, le viene proposto di entrare nello S.H.I.E.L.D. per fare da tramite tra i Vendicatori e l'agenzia spionistica ma essa, traumatizzata, rifiuta l'offerta.
Furiosa e amareggiata, Jessica affronta il suo disturbo post-traumatico da stress tentando di riprendere l'attività di eroina assumendo la nuova identità di "Knightress" e atteggiandosi a vigilante dark ma, la prima notte di ronda, dopo aver affrontato il Gufo assieme a Luke Cage e Pugno d'acciaio venendo ferita per una distrazione ma riuscendo a battere i criminali, è costretta a rivelare la sua identità alla sopraggiunta polizia per evitare che i due bambini rapiti dal criminale passino la notte in centrale. Dopo aver portato i bambini a casa sua facendoli addormentare, Jessica riceve la visita di Cage che le fa compagnia, le cura la ferita subita e la tranquillizza.

### Alias Investigations
Ritiratasi dall'attività di supereroina, Jessica apre la Alias Investigations, un'agenzia investigativa che si occupa, oltre che di casi ordinari, anche di indagini inerenti alla comunità superumana. Il suo primo cliente è proprio Luke Cage, che le chiede di rintracciare suo padre dopo che questi ha rotto i rapporti con lui successivamente, a causa della sua reputazione, viene contattata principalmente da persone connesse più o meno direttamente con la comunità supereroistica, cosa che la porta a fare la conoscenza di Matt Murdock (Devil), Carol Danvers (Ms. Marvel), Steve Rogers (Capitan America), la Vedova Nera (Natasha Romanoff) e Ant-Man (Scott Lang), con cui inizia una relazione sentimentale a discapito dei forti e reciproci, benché mai dichiarati, sentimenti provati per Cage.
Jessica si occupa inoltre di investigare sulla scomparsa della Donna Ragno (Mattie Franklin) scoprendo che, dopo aver scoperto il suo segreto, il suo fidanzato l'ha segregata e narcotizzata al fine di sfruttarne il sangue per creare un siero in grado di dare superpoteri a chi lo assume riuscendo a liberarla anche grazie all'aiuto di Jessica Drew. Col tempo la popolarità dell'agenzia cresce notevolmente e nel momento in cui l'Uomo Porpora, evaso di prigione, torna a tormentarla, Jessica ha finalmente occasione di vendicarsi dell'ex-carceriere picchiandolo selvaggiamente e facendolo nuovamente arrestare.
Scopertasi successivamente incinta di tre mesi, Jessica rivela a Scott che il bambino non è suo ma di Luke Cage, con cui ha passato una notte e di cui è ancora innamorata. Dopo avergli fatto tale rivelazione, Jessica si fidanza con Cage e va a vivere con lui ad Harlem lavorando per un breve periodo come consulente di "The Pulse", rubrica del Daily Bugle dedicata ai supereroi. In seguito Jessica dà alla luce una bambina, Danielle Cage, battezzata in onore del migliore amico di Luke, Danny Rand (Pugno d'acciaio) evento a seguito del quale il compagno le fa una proposta di matrimonio ed essa accetta.
Contemporaneamente, Jessica viene contattata da Capitan America e Iron Man, i quali la informano riguardo ai Giovani Vendicatori, che decide di tenere d'occhio scoprendo tutto riguardo alle loro vite e diventando particolarmente intima con Kate Bishop cui assegna personalmente l'arco e l'identità di seconda Occhio di Falco.
Dopo il matrimonio con Cage, pur avendo legalmente assunto il cognome del marito la donna continua a usare il suo nome da nubile.

### Civil War e Secret Invasion
Durante la guerra civile dei superumani, Jessica e Luke si confrontano con Iron Man e Ms. Marvel rendendo chiara la loro intenzione di non registrarsi, tanto che Cage paragona l'Atto di Registrazione allo schiavismo. Jessica emigra dunque in Canada assieme alla bambina per tenerla al sicuro mentre il marito resta a New York per unirsi agli eroi non registrati. Dopo l'arresto di Capitan America, Jessica ritorna in patria con la bambina e si ricongiunge a Cage che, non volendo arrendersi alla registrazione, decide di rimanere in clandestinità mettendosi a capo dei Nuovi Vendicatori.
Dopo che i Nuovi Vendicatori scoprono l'invasione segreta degli Skrull e subiscono un attacco da parte della banda criminale di Hood, Jessica, preoccupata per l'incolumità della figlia, decide di registrarsi chiedendo asilo presso la Stark Tower. Luke, contrariato, cerca di convincerla a tornare ma non viene ascoltato e, dunque, nel momento in cui i due si uniscono agli altri eroi nello scontro finale contro le forze Skrull nel centro di New York, la piccola Danielle viene affidata alle cure di Jarvis, che si rivela essere un impostore Skrull e la rapisce precipitando la coppia nello sconforto e nella disperazione.

### Dark Reign
Quando, terminata l'invasione, il governo statunitense nomina Norman Osborn capo della sicurezza mondiale, Cage è costretto ad allearsi con lui per ritrovare sua figlia promettendo, in un secondo momento, di entrare negli Oscuri Vendicatori. Dopo il recupero della bambina però, Luke elude la clausola del criminale e fugge ricongiungendosi alla moglie e riunendo la sua famiglia con cui poi si trasferisce in una delle case sicure di Capitan America tornando a guidare i Nuovi Vendicatori per fare da contraltare al regno oscuro di Osborn mentre Jessica si concentra sulla figlia evitando di prendere parte alle missioni del gruppo finché Clint Barton tenta di assassinare Osborn venendo catturato ed essa, indossando nuovamente il costume di Jewel, si reca in suo soccorso assieme a Mimo, la Donna Ragno e Ms. Marvel.
Astenutasi dal prendere parte all'operazione per difendere Asgard dall'assedio degli Oscuri Vendicatori, Jessica scopre l'esito della battaglia dalla televisione e, con l'arresto di Osborn e la revoca dell'Atto di Registrazione dei Superumani, torna ad essere una libera cittadina.

### Età degli eroi
Dopo la cessazione delle ostilità tra le varie fazioni di eroi e la nomina di Steve Rogers come sostituto di Osborn, Stark vende al prezzo simbolico di un dollaro la vecchia base dei Vendicatori, appena ristrutturata, a Luke Cage affinché la usi come base per una nuova squadra cui Jessica decide di prendere attivamente parte dopo aver assunto Squirrel Girl come babysitter di Danielle utilizzando, per un certo periodo, il nome di battaglia di "Power Woman". Assieme a tale formazione dei Nuovi Vendicatori Jessica contribuisce a contenere la crisi di "Spider-Island" nonché a soccorrere Scarlet dal Dottor Destino a Latveria dopodiché, lei e il marito decidono di ritirarsi anteponendo l'incolumità della figlia alla loro lotta al crimine.
Tempo dopo tuttavia, sia Luke che Jessica tornano attivi nella nuova formazione dei Potenti Vendicatori.

## Poteri e abilità
Jessica Jones è un'investigatrice eccezionale dotata di una fine mente analitica nonché delle nozioni basilari del combattimento corpo a corpo. In seguito all'esposizione a materiale radioattivo e alle radiazioni cosmiche di Galactus Jessica ha sviluppato una forza sovrumana tale da poter alzare senza sforzo apparente un'auto da 2 t, sollevare Golia in forma gigante, rompere il naso a Atlas e mettere al tappeto Jessica Drew con un solo pugno. Anche la sua resistenza è decisamente maggiore di quella di un comune essere umano, sebbene non proporzionale alla sua forza: Jessica si è mostrata in grado di resistere ai raggi bio-elettrici della Donna Ragno e di incassare un pugno da un uomo sotto l'effetto dell'Ormone Mutante della Crescita riportando solo danni lievi, tuttavia dopo il suo primo incontro-scontro coi Vendicatori ha quasi rischiato la vita e, sebbene in un'occasione abbia detto a un criminale che sparandole le avrebbe solo rovinato la giacca, in seguito ha ammesso fosse solo un bluff.
Jessica è inoltre in grado di volare, tuttavia non essendo particolarmente abile nel farlo, si serve raramente di tale abilità. Dopo la sua esperienza con l'Uomo Porpora le sono infine stati impiantati degli schermi psichici da Jean Grey in persona, cosa che la rende virtualmente immune al controllo mentale.

## Altre versioni

### House of M
Nella realtà di House of M, Jessica Jones è sposata con Scott Lang.

### Ultimate
Nell'universo Ultimate, Jessica Jones è una studentessa all'ultimo anno del liceo di Peter Parker nonché la responsabile del network televisivo scolastico, determinata a scoprire la vera identità di Spider Man, arriva a sospettare Peter ma, dopo gli eventi di Ultimatum, abbandona il proposito decidendo di concentrarsi maggiormente sui suoi atti eroici.

### What If?
In uno scenario autoconclusivo della serie fuori continuity What If?, che ipotizza cosa sarebbe successo se Jessica Jones avesse accettato di unirsi ai Vendicatori e allo S.H.I.E.L.D., il suo contributo permette al gruppo di evitare che Scarlet impazzisca, impedendo dunque gli eventi catastrofici di Vendicatori Divisi e House of M. Jessica sposa poi Capitan America.

## Altri media

### Televisione
- Nelle serie televisive Netflix legate al franchise del Marvel Cinematic Universe, Jessica Jones è interpretata da Krysten Ritter.[63] In tale versione, di seguito all'incidente stradale nel quale perde la sua famiglia, Jessica viene adottata da Dorothy Walker al fine di migliorare l'immagine pubblica della figlia Trish, giovane star televisiva che, col tempo, diviene la sua migliore amica.
  - Jessica Jones è apparsa per la prima volta come protagonista nell'omonima serie televisiva.
  - Il personaggio è tra i protagonisti della miniserie televisiva The Defenders.

### Videogiochi
- Jessica Jones è un personaggio giocabile nell'MMORPG Marvel Heroes.
- Jessica Jones è presente in Marvel: War of Heroes.
- Jessica Jones è un personaggio giocabile in LEGO Marvel's Avengers[64].
- Jessica Jones è un personaggio giocabile in Marvel: Contest of Champions[65].
- Jessica Jones è presente in Marvel: Future Fight[65].
- Jessica Jones è un personaggio giocabile in Marvel: Avengers Alliance.
- Jessica Jones è un personaggio giocabile in Marvel Strike Force.